# Charles Journet
Charles Journet (Genebra, 26 de janeiro de 1891 — Friburgo, 15 de abril de 1975) foi um cardeal da Igreja Católica.

## Vida
Charles Journet estudou no seminário de Friburgo os temas da teologia e filosofia católicas. Em 15 de julho de 1917, recebeu o sacramento da Ordem e tornou-se pastor paroquial no bispado de Lausanne, Genebra e Friburgo. De 1924 a 1965, ele ensinou teologia sistemática no seminário de Friburgo, que liderou por algum tempo como reitor.
Journet fundou a revista teológica Nova et Vetera e adquiriu ao longo dos anos uma reputação como um teólogo de renome mundial.
Em 1965, o papa Paulo VI nomeou-o Arcebispo titular de Furnos Maior e Furnos Menor, elevando-o, no mesmo ano, ao Colégio dos Cardeais, com o título de Cardeal-Diácono de Santa Maria in Campitelli. A consagração episcopal deu-lhe François Charrière, o bispo da diocese de Lausanne, Genebra e Freiburg, com Franz von Streng, bispo de Basileia e Lugano, e o Bispo Louis-Séverin Haller, abade de Saint-Maurice.
Journet participou da última sessão do Concílio Vaticano II. Foi responsável pela Comissão Cardinalícia, encomendada pelo Papa em 1966, para um suplemento corretivo do "Catecismo Holandês". Em 1973, foi nomeado Cardeal-Presbítero, mantendo sua igreja titular .
Após sua morte, foi enterrado na Cartuxa de Valsainte.